# Marie Eloy
Pour les articles homonymes, voir Eloy (homonymie).
Marie Eloy, née en 1975, est une journaliste et la présidente-fondatrice de deux réseaux féminins, Femmes de Bretagne (association dédiée à la création d'entreprise par les femmes), qui a donné naissance en 2019 au réseau d'entraide national Femmes des Territoires avec l'aide de la Fondation Entreprendre, et Bouge ta Boite (réseau business pour les dirigeantes déjà en activité). À travers ses différentes actions, elle œuvre pour une juste place des femmes dans l'économie et est convaincue que la clé de la transformation de nos sociétés doit passer par un élan commun, femmes et hommes.
Nommée chevaleresse de l'ordre national du Mérite en 2020, Marie Eloy est aussi membre du collectif Gender Equality d'Ashoka, membre invité du Conseil d'administration du Mouvement Impact France et référente égalité du comité "Gouvernance" du MEDEF.
Marie a été sélectionnée par Forbes dans les "40 femmes inspirantes" en 2020 et fait également partie des 5 femmes influentes de l'Economie en 2022 par le Prix de la Femme d'Influence. En 2023 et en 2024, Marie Eloy fait partie du top 50 des influenceurs RSE dévoilé par The Good,.

## Biographie
Elle naît en 1975 à Saint-Germain-en-Laye, dans les Yvelines et passe son enfance entre Bois-Grenier, près de Lille et Dinard, en Bretagne pour les vacances. Après une maîtrise de droit public à Rennes, et une année de droit en Angleterre, elle poursuit ses études au CELSA, en journalisme. En 2000, elle entre à Radio France internationale, où elle demeure jusqu'en 2007.
À la naissance de ses enfants, elle retourne vivre en Bretagne et se démène pour y co-fonder à Larmor-Baden l'école Montessori Les Mimosas en 2011,, qu'elle préside bénévolement pendant 5 ans. En parallèle, elle traverse comme beaucoup une période difficile de maman solo avec deux enfants et sans emploi, qu'elle dévoile dans le TedXréalisé en 2015 "Et si on osait croire en nous".
Elle crée alors en 2014 un réseau d'entraide féminin pour créer et développer son entreprise, Femmes de Bretagne, qui compte rapidement plusieurs milliers de membres, et le support de grandes entreprises, notamment BNP Paribas, Générali ou encore le cabinet d'audit EY (ex-Ernst&Young),,. Sur la seule année 2018, ce réseau d'entraide et de bienveillance organise 350 événements dont le Prix Eco-Visionnaires et est présent dans 32 villes grâce aux actions de 57 coordinatrices. En 2019, il organise 500 événements avec 90 coordinatrices.
Cette même année, Femmes de Bretagne co-fonde avec la Fondation Entreprendre l'association Femmes des Territoires pour véhiculer les valeurs d'entraide et de bienveillance dans les autres régions. Le principe est le même que Femmes de Bretagne : favoriser la mise en lien de toutes les femmes, quel que soit leur statut, pour ensemble créer des entreprises. En 9 mois, le réseau Femmes des Territoires, présidé par Marie Eloy, a ouvert 30 coordinations en France. En 2023, 10000 femmes ont été accompagnées et l'association a désormais 70 antennes.
En parallèle, pour les entrepreneures déjà en activité, elle crée en 2017 le premier réseau business féminin physique et digital : Bouge ta Boite. Le réseau compte plus de 2000 membres qui se réunissent dans 150 villes en France. Il organise 5000 réunions de travail par an.
L'ambition est de fédérer et accompagner les entrepreneures de TPE pour qu'elles gagnent en croissance, en chiffre d'affaires et en leadership les unes grâce aux autres. Bouge ta Boite fonctionne en cercles d'une vingtaine d'entrepreneures, une seule par secteur d'activité, qui se retrouvent tous les 15 jours pour des réunions de travail physiques, structurées et pragmatiques. Avec les autres membres, elles ont accès à un vivier d'expertes, à un comité stratégique et à des recommandations au niveau local et national,,. Depuis 2020, s'appuyant sur la même méthode acquise auprès des entrepreneures, Marie Eloy a lancé Bouge ton Groupe et propose des solutions d'accompagnement et de formations pour faciliter les carrières et l'égalité professionnelle dans les entreprises et les administrations.
En 2024, Marie Eloy réalise une levée de fonds pour se développer et ouvrir son capital au grand public. En avril 2024, Jacques-Antoine Granjon devient actionnaire de l'entreprise. Elle annonce, en août 2024, une levée réussie de 450,000€.
En 2025, l'entreprise Bouge Ta Boîte est liquidée.
Marie Eloy est également animatrice du Podcast des Echos « Elles ont osé » qui met en avant des rôles modèles féminins comme Lucie Bash, Elisabeth Moreno, Kelly Massol, Marie-Amélie Le Fur, Céline Lazorthes, Mercedes Erra ou encore Justine Hutteau. Elle est l'auteure d'une chronique mensuelle dans ce même quotidien. Elle est intervenante régulière sur Europe 1 dans l’émission « la France Bouge », dans l'émission "Avec vous" sur BFM Business sur la chaine Bsmart.

## Prix et distinctions
En 2020, Marie Eloy figure au classement des "40 Femmes Forbes" les plus influentes en France.
En 2022, Marie a été nommée parmi les 5 femmes influentes de l'Economie par le Prix de la Femme d'Influence.
En 2023, Marie fait partie du premier classement The Good du "top 50 des influenceurs RSE" se trouvant à la 27ème place, elle entre à la 22ème place de ce classement en 2024.